# Dijastereoizomer
| Diastereoizomeri | Diastereoizomeri |
| ---------------- | ---------------- |
|                  |                  |
|                  |                  |
| D-treoza         | D-eritroza       |

Dijastereoizomer (dijastereomeri) vrsta su stereoizomera spojeva koji imaju dva ili više kiralnih središta. Kiralna središta im se ne odnose kao predmet i njegova zrcalna slika.
Razlikuju se od enantiomera po tome što slična fizikalna i kemijska svojstva nisu uobičajena.